# Francis Lai
Francis Albert Lai (Nice, 26 april 1932 – Parijs, 7 november 2018) was een Frans componist die vooral filmmuziek en titelmuziek schreef, en liedteksten op muziek zette. Hij is bekend van zijn filmmuziek voor Un homme et une femme (1966) en voor Love Story (1970).

## Leven en werk

### Eerste stappen in de muziekwereld als accordeonist
Lai erfde de liefde voor muziek van zijn vader. Zijn neef bracht hem de knepen van het accordeonspelen bij. Af en toe mocht de jonge Lai hem vervangen in een balorkest. Hij speelde spoedig mee als volwaardig lid. De melodieën die hij op het accordeon improviseerde begon hij te noteren. In Marseille leerde hij de jazzmuziek kennen. In de jaren vijftig trok hij naar Parijs, waar hij in aanraking kwam met het muziekleven van Montmartre. Hij werd er opgemerkt door de dichter en dialoogschrijver Bernard Dimey, die samen met Lai heel wat liedjes maakte. Via het orkest van Michel Magne, waarin hij accordeonist was, werd Lai in het begin van de jaren zestig begeleider van Édith Piaf.

### Componist van succesliedjes
Francis Lai maakte geleidelijk aan naam als componist van succesliedjes. Hij schreef de muziek van talloze chansons, vooral voor Édith Piaf, Nicole Croisille en Mireille Mathieu. De samenwerking met Mathieu begon in 1966, toen hij accordeonist was in haar begeleidingsgroepje, en was van lange duur. Ook Juliette Gréco, Petula Clark, Dalida, verscheidene zangeressen uit Quebec en vele anderen brachten zijn chansons.

Voor Yves Montand schreef hij in 1968 het beroemd gebleven chanson La bicyclette. In datzelfde jaar werkte hij mee aan het album Brigitte Bardot Show van Brigitte Bardot. Hij schreef de muzikale thema's en schonk haar ook enkele liedjes.

### Doorbraak met filmmuziek voorUn homme et une femme
Dankzij Pierre Barouh die hij bij Piaf had leren kennen en die zijn favoriete tekstschrijver werd, ontmoette hij Claude Lelouch, die hem een jaar later vroeg de partituur te componeren voor zijn doorbraakfilm Un homme et une femme. Aan die filmmuziek hield Lai een nominatie over voor de Golden Globe voor beste filmmuziek. Het gelijknamige lied dat vertolkt werd door Nicole Croisille en Pierre Barouh, werd een wereldsucces. Zoals Mireille Mathieu bleven ook deze twee vertolkers een grote rol spelen in Lai's carrière; de eerste als vertolkster van veel liedjes van Lai, de tweede als vertolker en tekstschrijver. Lai werd al gauw de vaste componist van Lelouch. Tussendoor schreef hij filmmuziek voor andere cineasten, zoals Claude Zidi, Jean Delannoy, Henri Verneuil en Bertrand Blier.

### Filmmuziek voorLove Story
Voor zijn muziek voor het romantisch drama Love Story kreeg Lai in 1971 een Oscar voor beste originele muziek. De titelmuziek van de film werd zijn grootste internationale hit: (Where Do I Begin?) Love Story. René Clément gebruikte Lai's muziek voor zijn laatste films: de thrillers Le Passager de la pluie (1970), La Course du lièvre à travers les champs (1972) en La Baby-Sitter (1975). Zijn muziek voor Le Passager de la pluie werd een internationaal succes, met name het gelijknamige themalied dat door Séverine werd vertolkt.

### Andere muziekactiviteiten
Lai nam ook enkele platen op waarop hij zijn eigen liedjes vertolkte. Zijn eerste album verscheen in 1972. In 1974 componeerde Lai de titelmuziek voor de pas opgerichte publieke omroepzender France 3. Hij componeerde ook passende muziek voor de soft-erotische-films Emmanuelle 2 (1975) en Bilitis (1977). Vooral voor zijn muziek voor Bilitis oogstte hij veel lof.
In 2014 leverde hij met Salaud, on t'aime zijn 34ste filmmuziek af voor Lelouch.
Lai componeerde tevens het nummer Made in USA, bekend als de tune van het Nederlandse verborgencameraprogramma Bananasplit

## Belangrijkste chansons
In Quebec (selectie) :
- Nicole Martin: Je lui dirai (1976), Bonsoir tristesse, Quand on s'en va le cœur oublie en Vivre d'amour (1977), Ta vie, Un autre jour en De la pluie à l'amour (1978) en Quelques pas dans la ronde (1979)
- Fabienne Thibeault: À nous deux (1979) en Femme de l'univers (1983)

In Frankrijk (selectie) :
- Juliette Gréco: Nos chères maisons (1961) en Les petits cartons (1962)
- Yves Montand: Mais si je n'ai rien (1961), La bicyclette (1968) en Pluie (1968)
- Édith Piaf: Emporte-moi (1962), Le droit d’aimer (1962), Le petit brouillard (1962), C'était pas moi (1962), Les gens (1962) en L'Homme de Berlin (1963)
- Pierre Barouh: Mourir au jour le jour (1965), À l'ombre de nous (1966) en Descente (1968)
- Nicole Croisille: Un homme et une femme (duet met Pierre Barouh, 1966), Vivre pour vivre (1967), Killy en Where Did Our Summers Go (1968), Le passager de la pluie (1969), Les Uns et les Autres (1981), Femme parmi les femmes, Il y avait, Images, Avant toi en Un deuxième amour (1984), Itinéraire d'un enfant gâté (1988), Les clés du paradis (1990)
- Mireille Mathieu: C'est ton nom (1966), C'est à Mayerling (1969), Une histoire d'amour (1971), Tu riais, Je n'ai jamais eu de poupées, Je ne sais rien de toi, Je t'aime à en mourir, Tout a changé sous le soleil en Tout pour être heureux (1972), La bonne année (1973), Je t'aime avec ma peau (1978), La vie n'est plus la vie sans nous en Chansons des rues (2002), Un peu d'espérance (2005), ...
- Séverine: Le passager de la pluie (1969)
- Petula Clark: Il faut trouver le temps d’aimer (1970), Le petit matin (1970) en C'est toujours l'heure de l'amour (1972)
- Dalida: Pour qui, pour quoi (1970)
- Johnny Hallyday: L'Aventure c'est l'aventure (1972)
- Serge Reggiani: Les objets perdus (1975)
- Jacques Dutronc: Ballade du Bon et des Méchants (1975)
- Charles Aznavour: Je n'attendais que toi (1983)
- Nana Mouskouri: Parce que l’amour c’est ça (1965) en Serons-nous spectateurs (1986)
- Jean-Paul Belmondo: J'en ai tant vu (1995)
- Patricia Kaas: La chanson des Misérables  (1995)

In de Verenigde Staten (selectie) :
- Andy Williams: A Man and a Woman (1967) en (Where Do I Begin?) Love Story (1970)
- Elton John: From Denver to L. A. (1970)
- Ella Fitzgerald: A Man and a Woman (1970)
- Perry Como: I Think of You (1971)
- Engelbert Humperdinck: A Man and a Woman (1971)
- Shirley Bassey: (Where Do I Begin?) Love Story (1971)
- Henry Mancini: (Where Do I Begin?) Love Story (1971)
- Carly Simon: It's Hard to be Tender (1986)

## Filmografie
- 1966 - Un homme et une femme (Claude Lelouch)
- 1967 - The Bobo (Robert Parrish)
- 1967 - Vivre pour vivre (Claude Lelouch)
- 1967 - Le Soleil des voyous (Jean Delannoy)
- 1968 - 13 jours en France (Claude Lelouch)
- 1968 - Mayerling (Terence Young)
- 1969 - La Vie, l'Amour, la Mort (Claude Lelouch)
- 1969 - Hannibal Brooks (Michael Winner)
- 1969 - Le Passager de la pluie (René Clément)
- 1969 - Un homme qui me plaît (Claude Lelouch)
- 1970 - The Games (Michael Winner)
- 1970 - Love Story (Arthur Hiller)
- 1970 - Le Voyou (Claude Lelouch)
- 1971 - Smic, Smac, Smoc (Claude Lelouch)
- 1972 - La Bonne Année (Claude Lelouch)
- 1972 - La Course du lièvre à travers les champs (René Clément)
- 1973 - L'aventure c'est l'aventure (Claude Lelouch)
- 1973 - Un amour de pluie (Jean-Claude Brialy)
- 1973 - Toute une vie (Claude Lelouch)
- 1974 - Mariage (Claude Lelouch)
- 1974 - Le Chat et la Souris (Claude Lelouch)
- 1975 - Emmanuelle 2 (Francis Giacobetti)
- 1975 - La Baby-Sitter (René Clément)
- 1976 - Le Bon et les Méchants (Claude Lelouch)
- 1976 - Si c'était à refaire (Claude Lelouch)
- 1976 - Le Corps de mon ennemi (Henri Verneuil)
- 1977 - Anima persa Dino Risi)
- 1977 - Bilitis (David Hamilton)
- 1977 - Un autre homme, une autre chance (Claude Lelouch)
- 1978 - Robert et Robert (Claude Lelouch)
- 1979 - À nous deux (Claude Lelouch)
- 1981 - Les Uns et les Autres (Claude Lelouch)
- 1982 - Édith et Marcel (Claude Lelouch)
- 1984 - Canicule (Yves Boisset)
- 1984 - Les Ripoux (Claude Zidi)
- 1986 - Un homme et une femme, 20 ans déjà (Claude Lelouch)
- 1987 - Oci ciornie (Nikita Michalkov)
- 1987 - Association de malfaiteurs (Claude Zidi)
- 1988 - Attention bandits! (Claude Lelouch)
- 1988 - Bernadette (Jean Delannoy)
- 1988 - Itinéraire d'un enfant gâté (Claude Lelouch)
- 1989 - Ripoux contre ripoux (Claude Zidi)
- 1989 - La Passion de Bernadette (Jean Delannoy)
- 1989 - Trop belle pour toi (Bertrand Blier)
- 1990 - Il y a des jours... et des lunes (Claude Lelouch)
- 1992 - La Belle Histoire (Claude Lelouch)
- 1993 - L'Inconnu dans la maison (Georges Lautner)
- 1993 - Tout ça... pour ça! (Claude Lelouch)
- 1994 - Les Clés du paradis (Philippe de Broca)
- 1994 - Les Misérables (Claude Lelouch)
- 1996 - Hommes, femmes, mode d'emploi (Claude Lelouch)
- 1998 - Hasards ou Coïncidences (Claude Lelouch)
- 1999 - Les Insaisissables (Christian Gion)
- 1999 - Une pour toutes (Claude Lelouch)
- 2003 - Ripoux 3 (Claude Zidi)
- 2004 - Les Parisiens (Claude Lelouch)
- 2005 - Le Courage d'aimer (Claude Lelouch)
- 2010 - Ces amours-là (Claude Lelouch)
- 2014 - Salaud, on t'aime (Claude Lelouch)
- 2015 - Un plus une (Claude Lelouch)

## Discografie
- 2011 - L'intégrale Francis Lai - Claude Lelouch (FGL Productions)
- 2012 - Le Cinéma de Francis Lai (FGL Productions)

## Prijzen en nominaties

### Prijzen
- 1971 - Love Story : Oscar voor beste originele muziek
- 1971 - Love Story : Golden Globe voor beste filmmuziek
- 2011 - Prix Henri-Langlois voor het geheel van zijn carrière
- 2014 - Lifetime Achievement Award:[3]

### Nominaties
- 1966 - Un homme et une femme : Golden Globe voor beste filmmuziek
- 1967 - Vivre pour vivre : Golden Globe voor beste filmmuziek
- 1967 - Vivre pour vivre : Anthony Asquith Award voor beste filmmuziek op de Bafta Awards
- 1970 - Love Story : Grammy Award voor beste filmmuziek
- 1973 - La Bonne Année : Anthony Asquith Award voor beste filmmuziek op de Bafta Awards
- 1977 - Bilitis : César voor beste filmmuziek
- 1981 - Les Uns et les Autres : César voor beste filmmuziek (samen met Michel Legrand)
- 1989 - Itinéraire d'un enfant gâté : César voor beste filmmuziek
- 1998 - Hasards ou coïncidences : César voor beste filmmuziek (samen met Claude Bolling)

- Biblioteca Nacional de España: XX1105509
- Bibliothèque nationale de France: cb14785363h (data)
- Catàleg d'autoritats de noms i títols de Catalunya: 981058524408406706
- CiNii: DA10935341
- Gemeinsame Normdatei: 134438310
- International Standard Name Identifier: 0000 0001 2139 0376
- Library of Congress Control Number: n88605325
- Nationale Bibliotheek van Letland: 000047756
- MusicBrainz: ddec1c79-0653-4d7a-a92a-ceaabc60748f
- Nationale Bibliotheek van Tsjechië: mzk2010587092
- Nationale Bibliotheek van Israël: 987007458820605171
- Nationale Bibliotheek van Polen: a0000001721549
- Nederlandse Thesaurus van Auteursnamen: 071289542
- Istituto Centrale per il Catalogo Unico: RAVV099418
- SNAC: w6m92xvn
- Système universitaire de documentation: 07853271X
- Virtual International Authority File: 71657774
- WorldCat: E39PBJg8KgvbRV8c67PK9X4THC